# Flugplatz Biella

i7
i11
i13
Der Flugplatz Biella (italienisch Aeroporto di Biella-Cerrione, ICAO-Code: LILE) ist ein italienischer Flugplatz im Norden der Region Piemont. Er befindet sich rund acht Kilometer südlich der Stadt Biella.

## Infrastruktur und Nutzung
Der Flugplatz liegt am Fuß der Alpen, zwischen Turin und Mailand, wenige Kilometer nördlich der Autobahn A4. Auf Grund seiner Lage wird er vom Flughafenbetreiber SACE als Alternative zu den Flughäfen von Turin und Mailand vermarktet. Man möchte sich als Regionalflughafen positionieren. Bisher dient der Flugplatz nur der Allgemeinen Luftfahrt. Der Flugplatz hat eine 1320 Meter lange asphaltierte Start- und Landebahn, die in etwa in Nord-Süd-Richtung verläuft (16/34). Im Nordosten befindet sich das Vorfeld mit Hangars und Abfertigungsanlagen.

## Geschichte
Am 17. Mai 1962 wurde die Società Aeroporto di Cerrione (SACE SpA) gegründet, die mit dem Bau des Flugplatzes begann. Die Einweihung erfolgte am 26. Oktober 1968 durch den damaligen Verkehrsminister Oscar Luigi Scalfaro. Der Flugplatz hatte zu Beginn eine 740 Meter lange Piste, die in den 1980er Jahren auf die heutige Länge gebracht wurde. Im Jahr 1995 gab es vorübergehend Linienflüge zwischen Biella und Rom. Im Jahr 2002 verzeichnete der Flugplatz über 18.000 Flugbewegungen und lag damit beim nichtkommerziellen Verkehr auf dem vierten Platz in Italien.